# Bolborhachium trymoderum
Bolborhachium trymoderum är en skalbaggsart som beskrevs av Lea 1916. Bolborhachium trymoderum ingår i släktet Bolborhachium och familjen Bolboceratidae. Inga underarter finns listade.